# Caligula simla
Caligula simla es una mariposa nocturna de la familia Saturniidae. Se la encuentra en el sudeste de Asia, incluyendo a China y Tailandia.
Las larvas son polífagas, se alimentan de plantas de varias familias, incluyendo Juglandaceae, Rosaceae, Fagaceae, Betulaceae y otras.